# خون‌گیری از پاشنه نوزاد

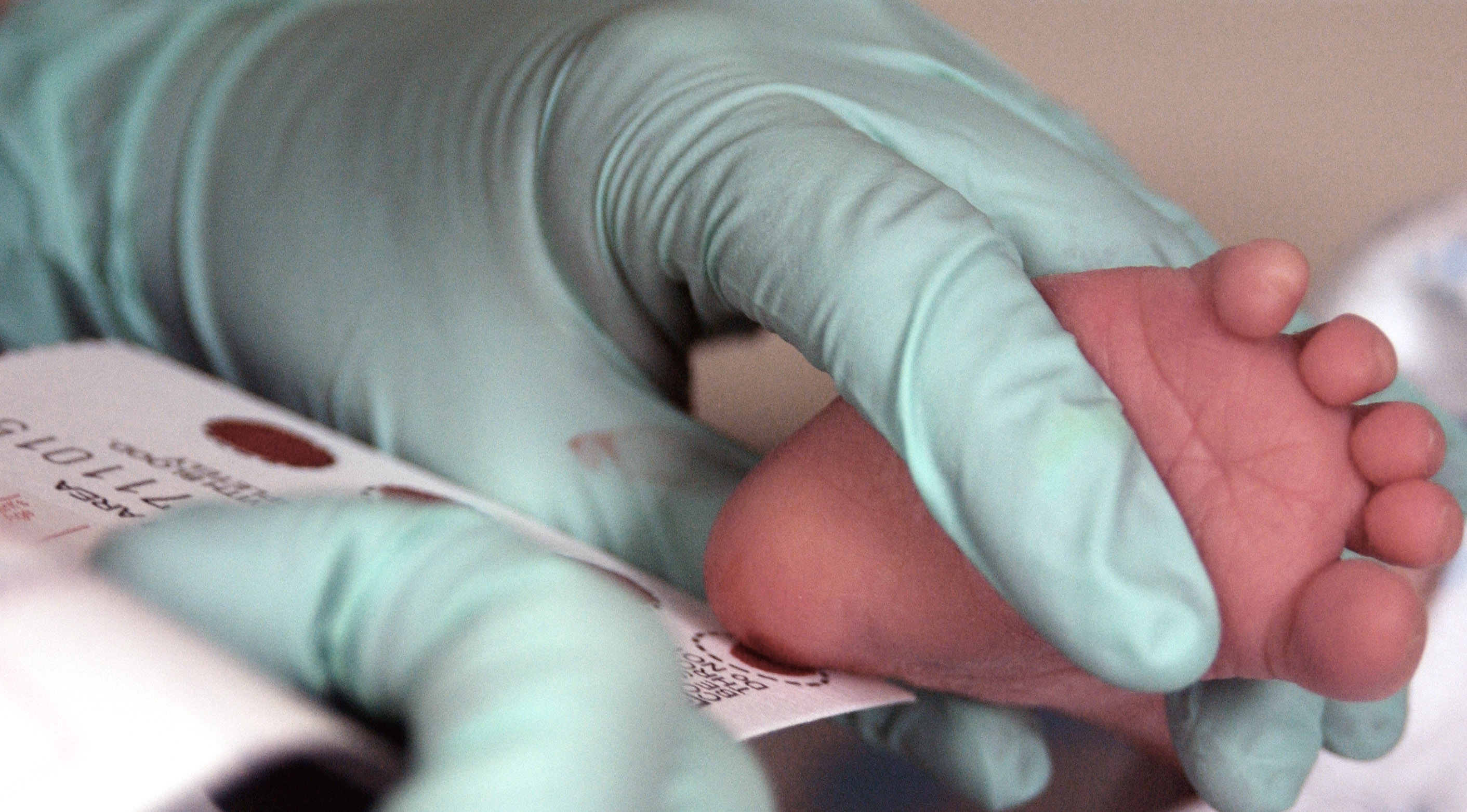
خون از یک نوزاد دوهفته‌ای برای غربال‌گری فنیل کتونوری

خون‌گیری از پاشنه نوزاد (به انگلیسی: Neonatal heel prick) یک روش خون‌گیری از نوزادان است. این روش شامل ایجاد یک سوراخ در یک پاشنه نوزاد تازه متولد شده برای نمونه‌برداری از خون نوزاد است. این روش اغلب به عنوان اصلی‌ترین راه برای خون‌گیری از نوزادان استفاده می‌شود. سایر روش‌های خون‌گیری در نوزادان شامل خون‌گیری وریدی یا شریانی و نمونه‌گیری از خون بند ناف است.
این روش، از اواخر دهه ۱۹۶۰ به عنوان یکی از اصلی‌ترین روش‌های خون‌گیری جهت انجام آزمایش‌های غربال‌گری نوزادان در سراسر آمریکای شمالی و اروپا مورد استفاده است.

## بیماری‌های قابل شناسایی
از نمونه‌های خون تهیه شده با این روش می‌توان برای انواع آزمایش‌های متابولیک و برای تشخیص اختلالات ژنتیکی استفاده کرد. از جمله:
- تشخیص فیبروز کیستیک.
- بیماری ادرار شربت افرا (MSUD یا Ketonuria Branched Chain) نوعی اختلال نادر است که در آن بروز خطا در متابولیسم از تجزیه اسیدهای آمینه مانند لوسین، ایزولوسین و والین جلوگیری کرده و رشد مغز، مختل می‌شود.
- فنیل کتونوری، اختلالی که در آن خطا در متابولیسم اسیدهای آمینه می‌تواند رشد مغز را مختل کند (PKU)
- کم‌خونی داسی‌شکل[۲]
- هورمون محرکه تیروئید (TSH) یا هورمون تیروئید (T4) برای تشخیص کم‌کاری تیروئید مادرزادی و جلوگیری از کرتینیسم
- ایزو والریک اسیدوری (IVA)
- هموسیستینوریا (HCU)
- تشخیص هیپرپلازی مادرزادی آدرنال
- گالاکتوزمی کلاسیک